# Maison de Dammartin-Montdidier
 (décembre 2022).
Si vous disposez d'ouvrages ou d'articles de référence ou si vous connaissez des sites web de qualité traitant du thème abordé ici, merci de compléter l'article en donnant les références utiles à sa vérifiabilité et en les liant à la section « Notes et références ».
Pour l’article homonyme, voir Maison de Dammartin.
La maison de Dammartin-Montdidier est une famille noble du Moyen Âge qui a régné sur le comté de Dammartin.

## Histoire de Dammartin
Dammartin-en-Goële a donné son nom aux comtes de Dammartin. L'origine de Dammartin-en-Goële, petite ville de l'arrondissement de Meaux dans le département de Seine-et-Marne, ancien bourg de la région d'Île-de-France, paraît remonter aux temps les plus reculés ; Dammartin-en-Goële, dit Velly, était en 1031 une des places les plus considérables de France. 
Au centre de la plaine céréalière de France, le comté de Dammartin contrôlait les routes de Paris à Soissons et Laon. 
Le nom Dammartin viendrait de Domnus Martinus, le nom latin de saint Martin de Tours, qui évangélisa la région de la Goële au IVe siècle.

## Maison de Dammartin
La maison de Dammartin est une branche cadette de la maison de Montdidier, dont les membres furent comtes de Ramerupt et d'Arcis-sur-Aube. Diverses publications ont voulu faire de la maison de Montdidier une branche de la famille des comtes de Ponthieu, mais cette hypothèse se montre sans réel fondement. De même la présence du prénom Manassès montre une parenté avec la maison de Rethel, mais rien ne permet d'affirmer que les deux maisons de Rethel et de Dammartin soient de la même origine.

### Manassès de Dammartin
Le premier comte de Dammartin, Manassès, mort en 1037, est le petit-fils d'Hilduin Ier de Montdidier, comte d'Arcis et seigneur de Ramerupt, et le fils d'Hilduin II de Montdidier. Il épousa une Constance, qui lui apporte la terre de Dammartin.  
Sont issus de ce mariage : 
- Eudes de Dammartin, voir infra ;
- Hugues de Dammartin, voir infra ;
- Adélaïde de Dammartin ;
- Basilie de Dammartin, qui a épousé Hugues III dit le Vieux de Gournay, qui participa à la Bataille d'Hastings mais mourut en 1074 au siège de Cardiff ;
- Ne de Dammartin, qui a épousé le comte Renaud de Corbeil.

### Eudes de Dammartin
Eudes de Dammartin est comte de Dammartin après son père.
Il est probablement mort sans avoir été marié ni avoir eu d'enfant.

### Hugues de Dammartin
Le comte Hugues de Dammartin, frère du précédent, a épousé la comtesse Roaide de Bulles.
En 1078, le comte Hugues de Dammartin, protecteur de la collégiale parisienne de Saint-Martin, et son vassal Gautier d'Aulnay abandonnent aux bénédictins de l'Ordre de Cluny les biens et dîmes qu'il percevait sur le nord de Bondy, Nonneville (embryon d'Aulnay-les-Bondy) et de Groslay, écart de Blanc-Mesnil. 
En 1081, le comte Hugues de Dammartin en tant que seigneur de Hescerent fit don de l'église de Hescerent (Saint-Leu), chapelle romane du Xe siècle, aux bénédictins de l'Ordre de Cluny. Ils en firent un prieuré. À partir de 1085, à l'emplacement de l'ancienne église romane furent érigés, le prieuré bénédictin et l'église prieurale de Saint-Leu-d'Esserent qui se trouvent étape de la route de Saint-Jacques-de-Compostelle. Les moines restèrent très attachés aux Dammartin, à tel point que les armes de Dammartin se confondent avec celles du prieuré. 
Vers 1083, Foulques d'Annet lègue à la collégiale parisienne de Saint-Martin le fief qu'il tenait de cette église, en présence d'Hervé de Montmorency, de ses chevaliers, et du comte Hugues de Dammartin.
De son épouse  Roharde/Rohais(e)/Rohèse/Roaide de Bulles, il laissa : 
- un fils, mort avant 1081 ;
- Pierre (mort en 1105), comte de Dammartin, qui suit ;
- Basilie, citée en 1081 ;
- Adèle (morte vers 1140), comtesse de Dammartin, mariée à 1° Aubry (Ier) de Mello ?, puis à 2° Lancelin de Beauvais dit de Bulles  des châtelains et milites de Beauvais[4]) : d'où 1° la suite éventuelle des comtes de Dammartin ?, et 2° les Beauvais-Dammartin seigneurs de Bulles ;
- Eustachie, citée en 1081 ;
- et peut-être Eudes, auteur de la branche anglaise.

### Pierre de Dammartin
Le comte Pierre de Dammartin, fils du précédent, a épousé Eustachie, mais n'eut qu'un fils cité en 1107 et mort jeune. Peut-être nommé Hugues (II), il apparaît pour la dernière fois dans les documents en 1107. Lui succéda sa sœur Adèle, mariée à Aubry (Ier) de Mello. Mais la jeune bru du comte Pierre, Clémence de Bar, se remarie avec un familier de la cour capétienne, Renaud II, comte de Clermont (mort vers 1152 ou 1156/1161), qui prétend ainsi au comté de Dammartin.

## La branche anglaise

### Eudes de Dammartin
La branche anglaise des Dammartin tient son origine d'Eudes de Dammartin, qui porte un prénom traditionnel dans la famille française. Il est donné comme fils d'Hugues de Dammartin, mais on ne comprend pas pourquoi c'est sa sœur et non lui qui succède à Pierre de Dammartin. Peut-être n'est-il qu'un fils illégitime ou un neveu d'Hugues, à moins que le roi de France n'ait pas voulu qu'il hérite du comté en raison de ses sympathies anglaises.
Il est témoin en 1113 d’une charte donnée par la comtesse douairière de Clare à l’abbaye normande du Bec pour son prieuré de St Neots (en) (Huntingdonshire). 
Il a pour femme Basilie, prénom lui aussi attaché au lignage des Dammartin et porté par une des sœurs d’Hugues de Dammartin. 
Il est le père de six fils qui ont tous des possessions en Angleterre : 
- Eudes, seigneur de Strumpshaw (Norfolk), père d'un autre Eudes qui épousa une sœur de Richard de Lucy[3] ;
- Aubri, seigneur de Norton (sans doute Norton, dans le Suffolk), qui suit : d'où la suite éventuelle des comtes de Dammartin ? ;
- Guillaume ;
- Étienne, marié à Sara de Benniville et père de Gilbert, moine, et de Basilia, mariée à Hugh de Bolton[3] ;
- Manassès, seigneur de Mendlesham (Suffolk), qui suivra ;
- une fille, mariée à Odon de Compeng.

Les territoires possédés en Angleterre et tenus directement d’Henri Ier d'Angleterre par Eudes sont : 
- Mendlesham en Suffolk dont hérite son fils Manassès ;
- Strumpshaw en Norfolk dont hérite son fils Eudes ;
- Norton en Suffolk qui échoit à Aubri.

### Aubry de Dammartin
Il est parfois identifié avec un Aubry de Dammartin qui fut chambrier/chambellan en 1122-1129 auprès de Louis VI alors que les relations entre le roi de France et le roi d’Angleterre Henri étaient altérées, mais cette identification n'est pas certaine (par exemple, le chambellan Aubri pourrait être Aubry (Ier) de Mello ci-dessus, dont pourrait venir la suite des comtes de Dammartin (sauf si l'on choisit Aubri de Norton, de la branche anglaise, fils d'Eudes et Basilie, pour être Aubry Ier de Dammartin, ce que fait l'article Dammartin et la fin du présent article ; qu'il soit Aubry de Norton ou Aubry de Mello, Aubry Ier est père d'Aubry II — qui pourrait aussi être chambrier royal — et grand-père d'Aubry III, lui-même père de Renaud et Simon de Dammartin). Cependant, elle expliquerait pourquoi Aubry n'hérita pas de Norton dès la mort de son père Eudes. Remarque : le prénom Aubri/Aubry peut aussi s'énoncer Albéric.
Aubry rend hommage au roi Henri Ier d'Angleterre en 1130, après la fin de ses éventuelles fonctions de chambrier auprès de Louis VI, alors que les relations entre le roi de France et le roi d’Angleterre restaient altérées.

### Manassès de Dammartin
Manassès (mort en 1178) épousa Galiena et eut :
- Barthélémy (mort en 1193), seigneur de Mendlesham ;
- Odon ;
- Haimon ;
- Guillaume (mort en 1195), père de Galiena, mariée successivement à John Briwer (mort en 1210), puis à Robert de Burgate (mort en 1220) et à Ernald de Mandeville.

### Les autres Dammartin en Angleterre
La présence des Dammartin ne se limite pas à l’est de l’Angleterre. L’enquête de 1166 demandée par Henri II Plantagenêt révèle la possession de terres dans le comté de Kent et de Surrey. La famille de Dammartin est donc bien implantée en Angleterre dès la première moitié du XIIe siècle. À la mort du comte Pierre de Dammartin vers 1105, le roi Louis VI de France (roi en 1108-1137) a préféré contrôler le château et le comté de Dammartin par l’intermédiaire de Clémence de Bar, d'abord bru du comte Pierre ci-dessus puis rapidement veuve, qu’il a remariée à un de ses fidèles : Renaud II de Clermont, plutôt que de les confier à Eudes, deuxième frère présumé de Pierre, mais alors au service du camp anglo-normand, ennemi des rois de France. Nous pouvons penser que la charge de chambrier confiée à Aubri, fils d’Eudes entre 1122 et 1129 serait un dédommagement et une preuve d’un apaisement passager. Mais à la mort du roi Étienne en 1154, Henri II prend le contrôle total de l’ensemble anglo-normand et l’avenir s’obscurcit pour les Dammartin. Aubri, le fils du chambrier, préfère rentrer en France. Il est investi de la Ferté-Alais par le roi Louis VII et, après la mort de Renaud de Clermont entre 1156 et 1161, il est probable qu’il réclame le comté de Dammartin, qui lui appartient en tant que petit-fils d’Hugues de Dammartin.